# Rattus ombirah
Rattus ombirah є видом пацюків. Типове місце знаходження: південний захід острова Обі (провінція Північне Малуку, Індонезія).